# كريستين شرايبر
كريستين شرايبر (بالنرويجية: Christiane Schreiber)‏ (و. 1822 – 1898 م) هي رسامة نرويجية، توفيت عن عمر يناهز 76 عاماً.

## التعليم
تعلمت في Kunstakademie Düsseldorf ‏.